# Bryum lonchopus
Bryum lonchopus är en bladmossart som beskrevs av Brotherus och Jean Édouard Gabriel Narcisse Paris 1911. Bryum lonchopus ingår i släktet bryummossor, och familjen Bryaceae. Inga underarter finns listade i Catalogue of Life.